# Louis de Gruuthuse
Louis de Gruuthuse ou Louis de Bruges, né vers 1422 et mort le 24 novembre 1492 à Bruges, prince de Steenhuyse, seigneur de Gruuthuse, est un noble flamand de haut rang à l'époque des Pays-Bas bourguignons, admis comme chevalier de l'ordre bourguignon de la Toison d'Or.
Il était aussi comte d'Udony, seigneur d’Oostkamp, d'Avelgem, d'Haamstede, de Beveren, de Tielt, d'Espierres. En 1472, il reçoit du roi d'Angleterre le comté de Winchester.
Entré à la cour du duc de Bourgogne Philippe le Bon en 1445, il joue un rôle politique et militaire notable, ainsi que sous le règne de ses successeurs, Charles le Téméraire, puis Marie de Bourgogne. En revanche, il est réticent pour servir Maximilien d'Autriche, devenu régent des États bourguignons à la mort de Marie en 1482, au nom de Philippe le Beau, âgé de seulement 4 ans, premier duc de la maison de Habsbourg. 
Il est aussi reconnu comme un grand bibliophile du XVe siècle.

## Biographie

### Origines familiales et formation
Louis (ou Loys, Ludovicus) de Gruuthuse est le fils aîné de Jean IV van der Aa et de Marguerite de Trazegnies, princesse de Steenhuyse.
La fortune des Gruuthuse repose alors sur la « grute » (mélange de fleurs et de plantes séchées utilisé avant l'emploi du houblon), matière première servant à la fabrication de la bière. 
La devise de sa famille était Plus est en vous. Elle apparaît sur certains de ses portraits ou des portraits de membre de la famille.
Il est formé aux arts de la guerre et de la cour dans la richesse de l'âge d'or des Pays-Bas bourguignons.[pas clair]

### Les tournois de l'Ours blanc à Bruges
Le 11 mars 1392, son père participe à un tournoi à Bruges contre Jean VI de Ghistelles. Ce tournoi se dispute sur la grande place de Bruges, avec d'un côté les 49 chevaliers de Jean de Bruges et 48 du côté de Jean VI de Ghistelles. 
Le nom de Jean de Bruges est devenu célèbre dans la chevalerie grâce à ce tournoi, à la suite duquel René d'Anjou composera pour Louis de Gruuthuse un Traité des tournois, dans lequel il réunit les lois, règlements, usages, cérémonies et détails de ces exercices chevaleresques. 
C'est sans doute pour en conserver le souvenir que Bruges institue, à partir de 1417, les joutes ou tournois de la société dite de « l’Ours blanc », dont le chef, ou plutôt celui qui y remporte le prix de valeur et d’adresse, est pendant l’exercice de ses fonctions (une année) nommé « Forestier », nom des gouverneurs de la Flandre au nom des rois de France[pas clair].
Louis de Gruuthuse participe au tournoi de l'Ours Blanc en 1443, 1444, 1447, 1448 et 1450. Il remporte souvent un des prix. Cela attire l'attention du duc de Bourgogne et comte de Flandre, Philippe le Bon (1396-1467)[réf. nécessaire].

### Au service de Philippe le Bon
Bien qu'ils soient d'abord ducs de Bourgogne, les princes de la maison de Valois-Bourgogne accordent une grande importance à leurs fiefs des Pays-Bas, qu'ils appellent « Pays de par deça », alors que les fiefs de Bourgogne (duché et comté, ainsi que le Charolais) sont les « Pays de par delà ». Dans les Pays-Bas bourguignons, le comté de Flandre est un des plus importants, du fait de la puissance économique de ses villes au Moyen  Âge, notamment Bruges, capitale économique de l'Europe du Nord au XIIIe siècle, mais aussi Gand et les autres villes de l'industrie textile. 

#### Entrée à la cour bourguignonne (1445)
En 1445, le duc Philippe fait de lui son escuier eschançon (« écuyer échanson »), titre honorifique décerné à seulement quelques hommes choisis[pas clair]. Louis de Gruuthuse est alors âgé de 18 ans. 
En tant que membre de la cour, Louis suit le duc au cours de ses voyages dans ses possessions. Rencontrant les plus grands nobles et princes d'Europe, il apprend l'art de la diplomatie et assure ainsi sa place à la cour bourguignonne. 
Sa carrière diplomatique commence par une négociation avec la Hanse[réf. nécessaire], puissante association de villes marchandes, qui s'étend de la Suède à la Flandre.

#### La révolte de Gand (1447-1453)

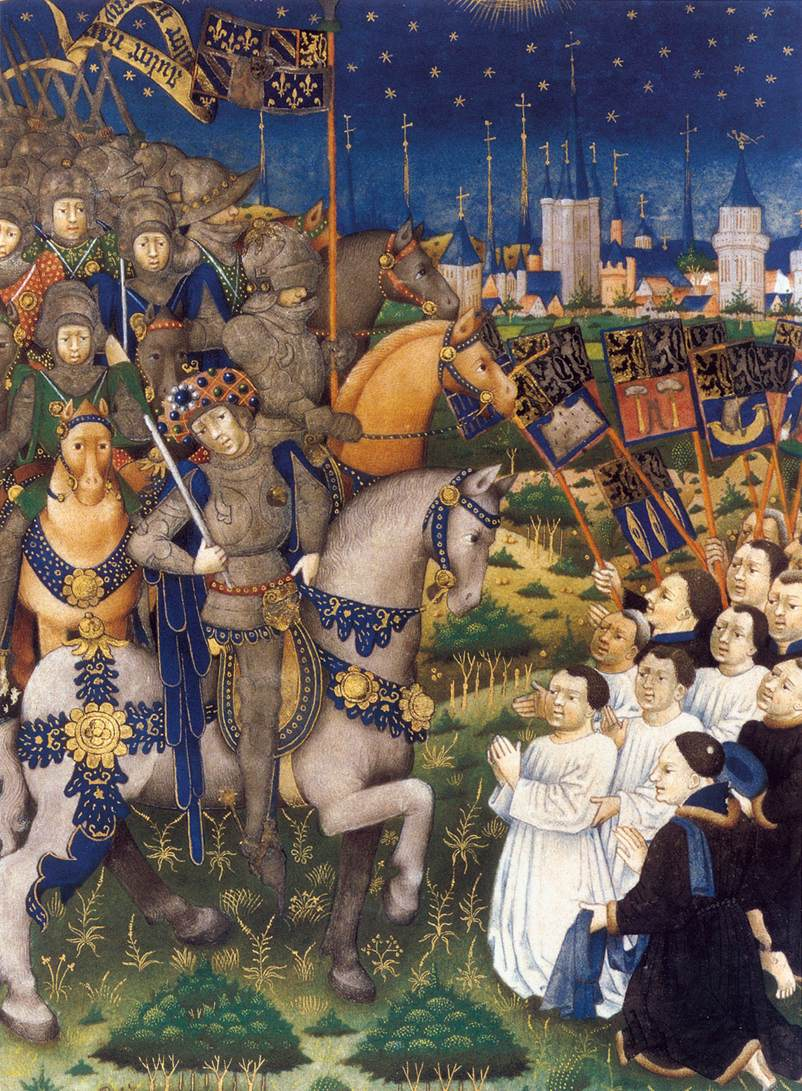
Les bourgeois de Gand se rendant à Philippe le Bon à la bataille de Gavre. Illustration d'un manuscrit contemporain.

En 1447 commence la guerre du sel, qui dresse la ville de Gand face au duc au sujet d'une taxe sur le sel. Pendant cette guerre, Louis est gouverneur de Bruges. 
Au cours de l'hiver 1452-1453, la guerre du sel ruine les campagnes flamandes. En conséquence, au printemps, le duc rassemble son armée, dont Louis de Bruges est un des principaux officiers, et marche sur Gand. Les deux armées se font face à Gavre, à 15 km à l'est de Gand. Louis, âgé de 26 ans, encore écuyer, est fait chevalier le 23 juillet 1453, juste avant la bataille, et est nommé commandant de l'arrière-garde. 
La bataille est un désastre pour Gand, son armée complètement détruite. Louis, craignant la dévastation de Gand, demande au duc d'épargner la ville. Philippe le Bon répond : « Si je détruisais cette ville, qui va m'en construire une pareille ? ».

#### Conseiller ducal

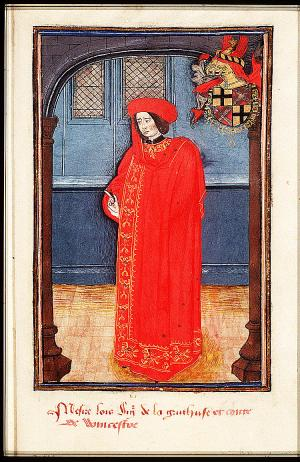
Portrait miniature avec l'inscription Mesire Lois Sig(neu)r de la Gruuthuse et Comte de Wincestre, extrait d'un manuscrit de 1473 contenant les statuts de l'ordre de la Toison d'Or.

Louis devient un des plus proches conseillers du duc de Bourgogne qui lui confie le soin d'organiser le mariage (30 octobre 1453) du prince héritier Charles de Charolais avec Isabelle de Bourbon, fille du duc de Bourbon Charles Ier, prince du sang français, en vertu du traité d'Arras de 1435. 
En février 1454, il est présent à Lille lorsqu'est prononcé le vœu du faisan de Philippe le Bon et de sa cour, à la suite de la prise de Constantinople par les Turcs ottomans. 
En 1455, il épouse Marguerite de Trazegnies, dame de Borssele, de la plus importante famille noble du comté de Zélande, liée aux familles royales écossaise et française et aux ducs de Bourgogne. 
À Paris, à l'occasion du couronnement de Louis XI (15 août 1561), il parade dans la suite ducale pendant l'indispensable tournoi. L'escorte de Philippe le Bon se fait particulièrement remarquer lors de l'entrée à Paris du nouveau roi le 30 août 1461, comptant pour la moitié du cortège et comprenant une troupe en armes. 
En 1461, Louis est également admis dans l'ordre de la Toison d'Or. Il porte maintenant les titres de « Siège (= seigneur) de Bruges », de prince de Steenhuijse (Steenhuisen dans le comté d'Alost), de seigneur d'Avelghem, Haamstede, Oostkamp, Beveren, Thielt-ten-Hove et Spiere.
En 1463, il est nommé stathouder (lieutenant, gouverneur) des comtés de Hollande, de Zélande ainsi que de la Frise, bien que cette dernière ne fasse pas encore partie des Pays-Bas bourguignons. Sa résidence en tant que stathouder est à La Haye. Il occupe ces fonctions jusqu'en 1477.

### Au service de Charles le Téméraire (1467-1477)
Philippe le Bon meurt en 1467. Le comte de Charolais, connu ultérieurement comme « Charles le Téméraire » (1433-1477), devient duc de Bourgogne. Louis de Gruuthuse continue d'être un conseiller de confiance[réf. nécessaire], comme sous Philippe le Bon. 
L'avènement de Charles infléchit cependant la politique ducale, qui devient rapidement hostile à Louis XI (entrevue de Péronne, 14 octobre 1468), se rapprochant au contraire de l'Angleterre. En juillet 1468, Charles le Téméraire, veuf depuis 1465, épouse Marguerite d'York, sœur du roi Édouard IV d'Angleterre.
Pendant l'hiver 1470-1471, Louis de Gruuthuse accueille Édouard IV, qui, victime de la guerre des Deux-Roses, a dû  fuir en 1470 devant son rival Henri VI. Revenu sur le trône d'Angleterre en avril 1471, Édouard accordera à Gruuthuse le titre héréditaire de comte de Winchester, honneur tout à fait exceptionnel pour un non-Anglais[réf. nécessaire].
Louis de Gruuthuse participe à la guerre contre Louis XI, qui a rompu en 1470 les accords de Péronne. Il est notamment présent au siège de Beauvais en 1472, un échec pour les Bourguignons qui ne parviennent pas à prendre la ville.

### Au service de Marie de Bourgogne (1477-1482)
Après la mort de Charles le Téméraire en janvier 1477 durant la bataille de Nancy, Louis de Gruuthuse devient premier chambellan de Marie de Bourgogne, fille de Charles et d'Isabelle de Bourbon, qui devient duchesse de Bourgogne, âgée de seulement 20 ans. Elle est immédiatement confrontée aux revendications de Louis XI sur l'État bourguignon et à celles des villes et de la noblesse des Pays-Bas.
Dès janvier 1477, l'armée française occupe Dijon et contrôle le duché de Bourgogne, puis lance l'offensive vers le comté de Bourgogne. C'est le début de la guerre de Succession de Bourgogne. En avril 1477, Marie doit concéder le Grand Privilège des Pays de par-deçà, qui révoque les changements institutionnels (centralisateurs) de Charles le Téméraire aux Pays-Bas.
Louis de Gruuthuse contribue au mariage (août 1477), de Marie avec Maximilien d'Autriche, de la maison de Habsbourg, qui assure à la duchesse l'appui d'une famille puissante, détenant de surcroît la dignité (élective) impériale (à cette date, Frédéric III, père de Maximilien). 
Reconnaissante pour son soutien dans ces moments difficiles après la mort de son père, la duchesse le nomme chambellan de son fils Philippe, né en 1478. 
En 1479 lors de la bataille de Guinegatte dans le comté d'Artois, Jean de Gruuthuse (Jean V de Bruges), fils de Louis, est fait prisonnier.

### Durant la régence de Maximilien d'Autriche (1482-1494)
Marie de Bourgogne meurt en mars 1482, à 25 ans, après une chute de cheval. Maximilien d'Autriche, désigné par elle comme tuteur de leurs deux enfants, Philippe et Marguerite, et comme régent au nom de Philippe, est à son tour confronté aux exigences des villes. 
Maximilien est poussé à accepter de traiter avec la France, ce qui aboutit au traité d'Arras (décembre 1482), favorable à la France, qui obtient notamment la main de Marguerite pour le dauphin Charles, avec de nombreux fiefs en dot. Les États généraux acceptent alors d'introniser Philippe comme duc de Bourgogne et Maximilien comme régent.
Mais lorsque Louis XI meurt peu après (août 1483), Maximilien pense qu'une reprise de la guerre est possible. 
Il se heurte alors à l'opposition de plusieurs villes de Flandre, qui, sous la conduite du Gantois Jan van Coppenolle, constituent un « conseil de régence de Flandre ». Parmi ses membres, on trouve Philippe de Bourgogne-Beveren et Louis de Gruuthuse. Mais ce conseil se heurte à l'opposition d'une partie de la population (Matthijs Peyaert) et à l'intervention des mercenaires allemands de Maximilien. La rébellion prend fin par la paix de l'Écluse (28 juin 1485). Louis de Gruuthuse est emprisonné, échappant à une exécution à la demande de ses collègues chevaliers de la Toison d'or. 
En 1487, une nouvelle révolte éclate à Gand. Venu à Bruges, Maximilien est fait prisonnier par les habitants (31 janvier). Matthijs Peyaert est condamné à mort et exécuté (31 mars 1488). Louis de Bruges intervient pour faire libérer Maximilien, mais reste incarcéré. Il finit par s'évader.[réf. nécessaire]
En mai 1491, le chapitre de l'ordre de la Toison d'or l'accuse expressément de trahison. Les derniers mois de sa vie se passent donc dans des conditions pénibles.
Louis de Gruuthuse meurt le 24 novembre 1492 dans son palais de Bruges. On dit qu'un grand orage fit rage sur la ville lors de son enterrement.[réf. nécessaire]

## Mariage et descendance

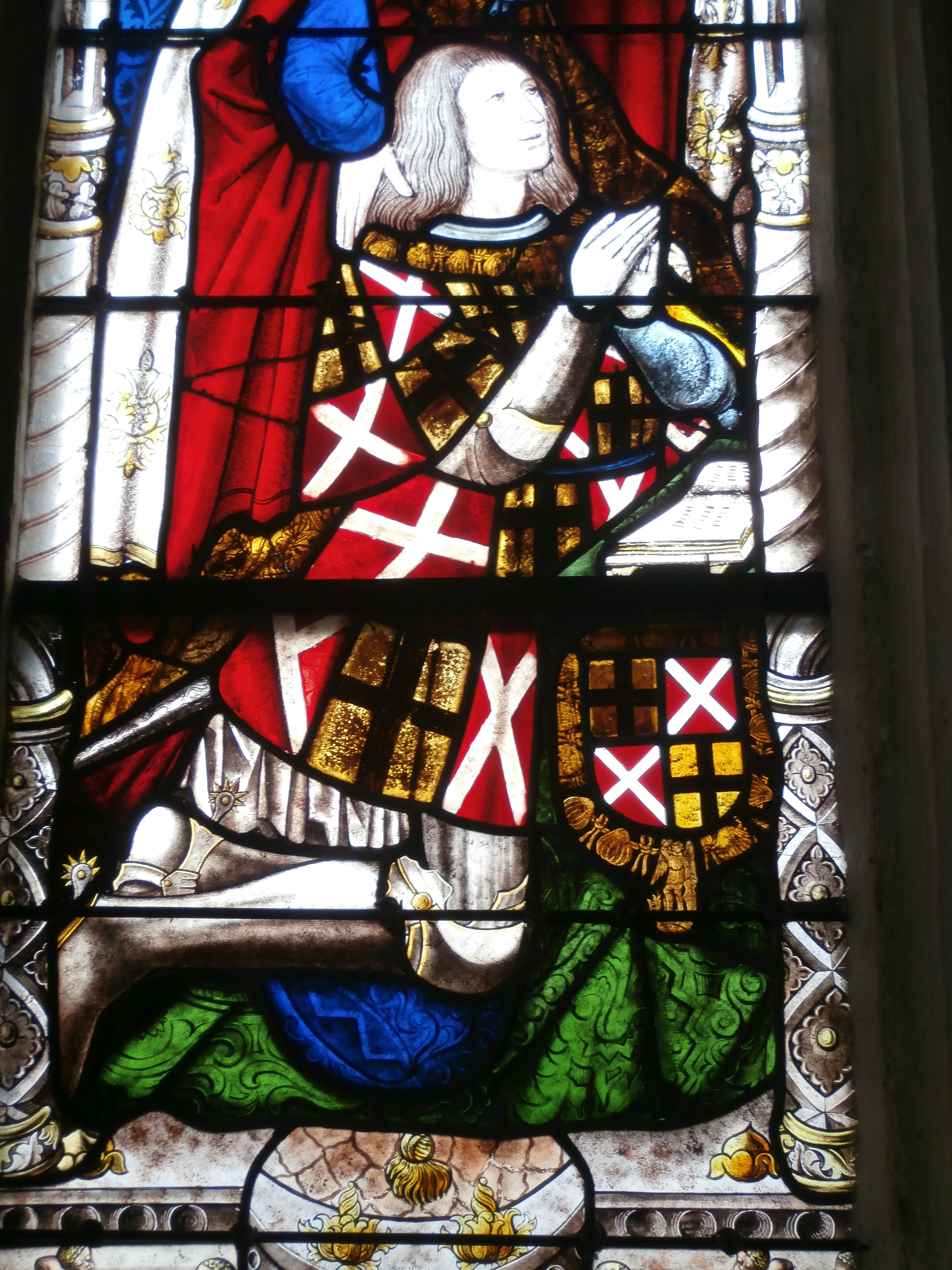
Son fils Jean V de Bruges sur un vitrail de l'église de Montmirail (Sarthe).

Il épouse Marguerite de Borselen en 1455. Louis et son épouse eurent en tout six enfants, quatre garçons et deux filles :
- Louis II  († 1461) ;
- Jean V de Bruges (1458-1512)
- Jean VI de Bruges, seigneur de Mello (châteaux de Mello) et d'Offemont (Oise), Sénéchal d'Anjou époux de Louise de Nesle, dernière descendante de la Maison de Clermont-Nesle. Dans la collégiale Notre-Dame de Mello, se trouve dans le transept, les vestiges mutilés du mausolée de Jean VI de Bruges de la Gruthuse et de son épouse Louise de Néelle.
- Marguerite († 1502) ;
- Jeanne mariée à Jean de Hornes ;
- Marie ;
- Philippine.

## Un bibliophile

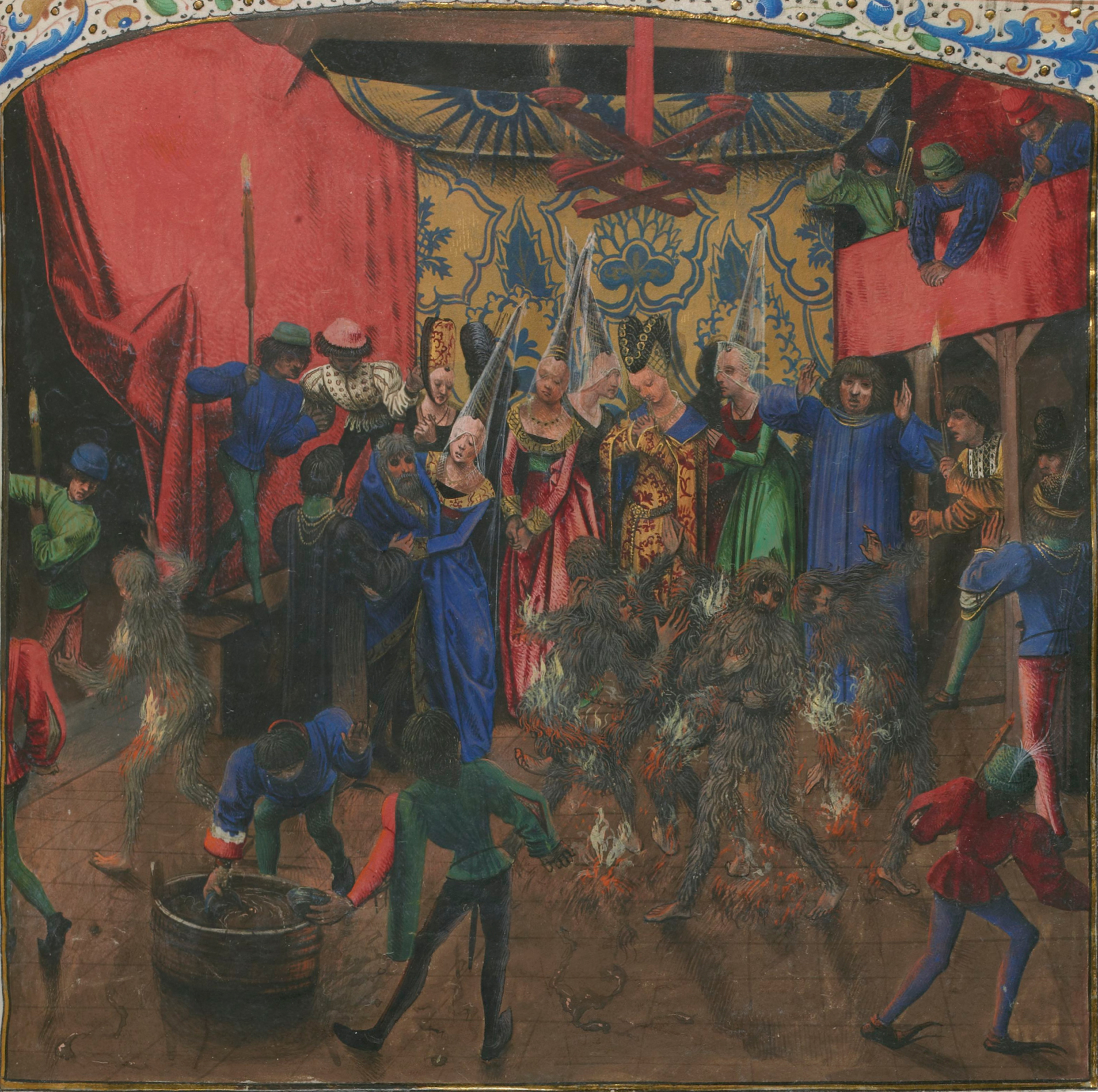
Le Bal des Ardents par le Maître d'Antoine de Bourgogne, tiré des Chroniques de Froissart, son manuscrit le plus richement décoré.

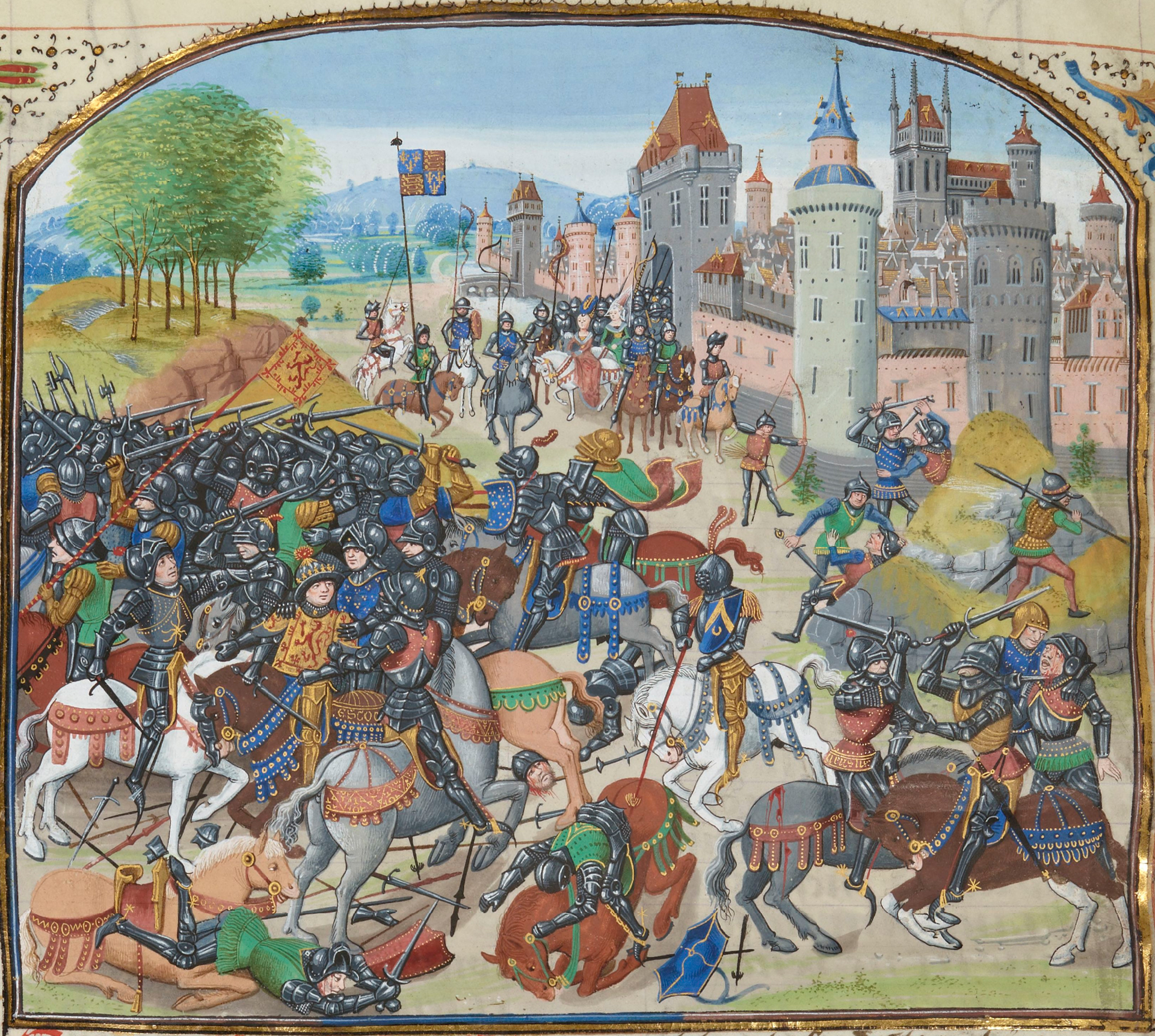
La Bataille de Neville's Cross par Jean Froissart, tiré des Chroniques de Froissart.

### Collectionneur de manuscrits
Louis de Gruuthuse a consacré une partie de sa fortune à collectionner des livres précieux manuscrits et des miniatures, souvent en les commandant directement à l'atelier. C'est une des dernières personnes qui ait passé commande de manuscrits de façon aussi importante.
Il a probablement commencé à collectionner les livres à la fin des années 1460. Dans certains cas, les titres existaient déjà sous forme imprimée et, à la fin de sa vie, c'était le cas de la plupart. C'est une période de déclin de l'art de l'enluminure en général, mais les vicissitudes de l'État bourguignon après la mort de Charles le Téméraire aggravent encore cette situation en Flandre. Il semble avoir essayé par ses commande de soutenir une activité en crise.
Des documents attestent d'ailleurs que Louis a permis au roi Édouard IV d'Angleterre d'acheter un Josephus commandé par lui et qu'il l'a incité à faire d'autres achats de manuscrits flamands.
Il semble avoir fait incorporer des portraits de lui-même dans les miniatures de plusieurs livres, portant le collier de l'ordre de la Toison d'or. Ces portraits apparaissent en effet dans ses exemplaires, alors qu'ils sont absents d'autres copies similaires des mêmes œuvres. 

### Sa bibliothèque
Sa collection totalisait probablement 190 volumes, la plupart de contenu non-religieux, dont plus de la moitié étaient des copies enluminées contemporaines. 
Sa collection était à cette époque deux fois plus grande que celle des rois d'Angleterre. 

### Destin de sa collection
À sa mort, sa bibliothèque a été transférée en France, et par la suite, le roi Louis XII en acquit une grande partie.
Beaucoup de ses livres sont aujourd'hui à la Bibliothèque nationale de France, notamment quatre volumes de Jean Froissart (BNF, Fr 2643-6) qui contiennent 112 miniatures peintes par les meilleurs artistes brugeois de l'époque, comme Loiset Lyédet, à qui sont attribuées les miniatures des deux premiers volumes. Celles des deux autres ont été réalisées par des enlumineurs inconnus, appelés « maître d'Antoine de Bourgogne », le « maître de Marguerite d'York » et « maître du Livre de prières de Dresde ».
Le manuscrit de Gruuthuse, contenant de la poésie vernaculaire, a longtemps appartenu à la famille belge des Van Caloen de Koolkerke près de Bruges[pas clair], puis a été acheté par la Bibliothèque royale des Pays-Bas en février 2007. 
Un autre manuscrit, La Pénitence d'Adam, de 1472, lui a été dédié par Colard Mansion, célèbre scribe, puis imprimeur brugeois.

### Autres activités
Il a également mené des actions philanthropiques[pas clair] à Bruges. 
À la fin de sa vie, il se consacre à la lecture d'ouvrages du philosophe Boèce, dont il possédait trois éditions.